# Alexandre Basquin
Pour les articles homonymes, voir Basquin.
Alexandre Basquin, né le 21 septembre 1981, est un homme politique français. Membre du Parti communiste français (PCF), il est sénateur du Nord depuis 2024.

## Biographie
De 2010 à 2018, Alexandre Basquin est le secrétaire à l'organisation de la fédération du Nord du Parti communiste français (PCF), fédération alors dirigée par Fabien Roussel.
Lors des élections cantonales de 2011, il est le candidat du Front de gauche pour le canton de Carnières, et arrive en quatrième position avec 15,44 % des voix exprimées. Pour les élections départementales de 2015, il se présente sous les mêmes couleurs dans le nouveau canton de Caudry, et arrive en quatrième position avec 11,62 % des voix exprimées.
Élu maire d’Avesnes-les-Aubert en 2014, commune de 3 600 habitants dans le Cambrésis,, il est aussi depuis le 17 avril 2014 quatrième vice-président de la Communauté d'agglomération du Caudrésis - Catésis, chargé de l'Habitat, de l'Insalubrité et du Plan local de l'habitat, reconduit de 2017 à 2020. Ses portefeuilles sont réduits après cette date à l'Habitat. 
Il succède à Éric Bocquet comme sénateur du Nord après la démission de ce dernier, qui souhaitait « préparer la suite et solliciter la nouvelle génération ». 
Il était le collaborateur parlementaire de son prédécesseur durant ses treize années de mandat national.
Ainsi, il fait partie du groupe communiste et siège à la commission de l'Aménagement du territoire et du Développement durable.
Après la seconde investiture de Donald Trump, Alexandre Basquin se fait remarquer en appelant à un départ massif des réseaux sociaux dans une lettre ouverte adressée aux ministres, aux parlementaires, aux médias et à tous les citoyens.

## Détail des mandats et fonctions

### Mandats électifs
- 5 avril 2014 – 1er décembre 2024[14] : maire d’Avesnes-les-Aubert.
- Depuis le 1er novembre 2024 : sénateur du Nord.

### Fonctions politiques
- 2010-2018 : secrétaire à l'organisation de la fédération du Nord du PCF.

## Synthèse des résultats électoraux

### Élections cantonales et départementales
| Année | Parti            | Parti | Canton                  | Binôme                         | 1er tour | 1er tour | 1er tour | Issue   |
| Année | Parti            | Parti | Canton                  | Binôme                         | Voix     | %        | Rang     | Issue   |
| ----- | ---------------- | ----- | ----------------------- | ------------------------------ | -------- | -------- | -------- | ------- |
| 2011  |                  | PCF   | Canton de Carnières     | Scrutin majoritaire uninominal | 1 100    | 15,44    | 4e       | Éliminé |
| 2015  | Canton de Caudry | PCF   | Brigitte Lefebvre (PCF) | 2 260                          | 11,62    | 4e       | Éliminé  |         |

### Élections municipales
Les résultats ci-dessous concernent uniquement les élections où il est tête de liste
| Année | Parti | Parti | Commune            | 1er tour | 1er tour | 1er tour | 2d tour | 2d tour | 2d tour | Sièges  | Sièges |
| Année | Parti | Parti | Commune            | Voix     | %        | Rang     | Voix    | %       | Rang    | CM      | CC     |
| ----- | ----- | ----- | ------------------ | -------- | -------- | -------- | ------- | ------- | ------- | ------- | ------ |
| 2014  |       | PCF   | Avesnes-les-Aubert | 894      | 45,98    | 1er      | 1 151   | 64,88   | 1er     | 23 / 27 | 4 / 4  |
| 2020  | 1 239 | PCF   | Avesnes-les-Aubert | 80,76    | 1er      |          |         |         | 25 / 27 | 3 / 3   |        |